# Henry Moyo
Henry Moyo (ur. 8 lutego 1972) – malawijski lekkoatleta specjalizujący się w biegu długodystansowym.
Brał udział w biegu na 5000 metrów na Letnich Igrzyskach Olimpijskich 1996, odpadając w eliminacjach.